# Castle (Oklahoma)
Castle és un poble dels Estats Units a l'estat d'Oklahoma. Segons el cens del 2000 tenia 122 habitants.

## Demografia
Segons el cens del 2000, Castle tenia 122 habitants, 48 habitatges, i 37 famílies. La densitat de població era de 261,7 habitants per km².
Dels 48 habitatges en un 27,1% hi vivien nens de menys de 18 anys, en un 66,7% hi vivien parelles casades, en un 6,3% dones solteres, i en un 22,9% no eren unitats familiars. En el 22,9% dels habitatges hi vivien persones soles el 12,5% de les quals corresponia a persones de 65 anys o més que vivien soles. El nombre mitjà de persones vivint en cada habitatge era de 2,54 i el nombre mitjà de persones que vivien en cada família era de 2,92.
Per edats la població es repartia de la següent manera: un 24,6% tenia menys de 18 anys, un 11,5% entre 18 i 24, un 22,1% entre 25 i 44, un 26,2% de 45 a 60 i un 15,6% 65 anys o més.
L'edat mediana era de 39 anys. Per cada 100 dones de 18 o més anys hi havia 114 homes.
Entorn del 13,8% de les famílies i el 16,5% de la població estaven per davall del llindar de pobresa.

## Poblacions més properes
El següent diagrama mostra les poblacions més properes.